# Wim Kan

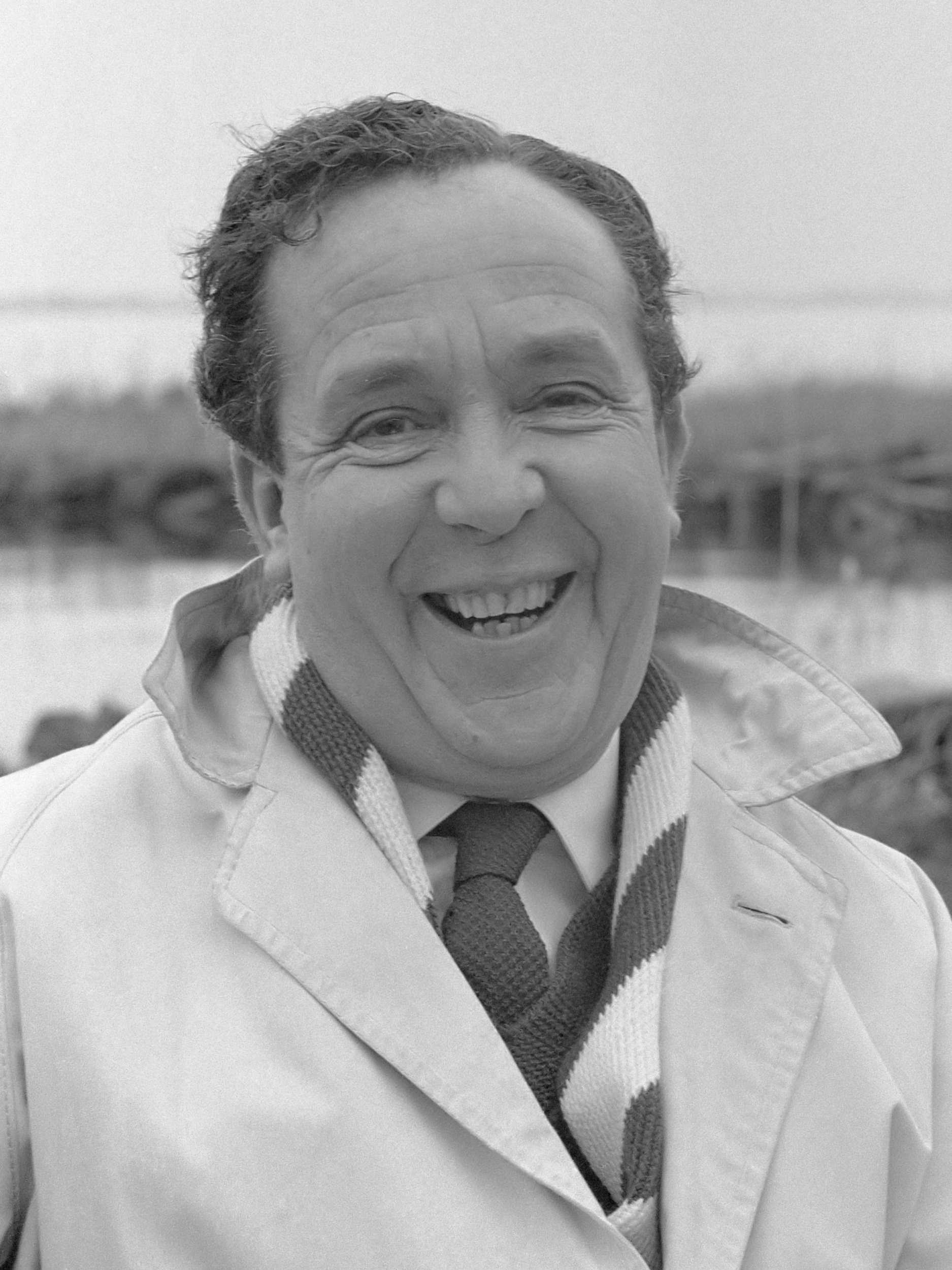
Wim Kan, 1960

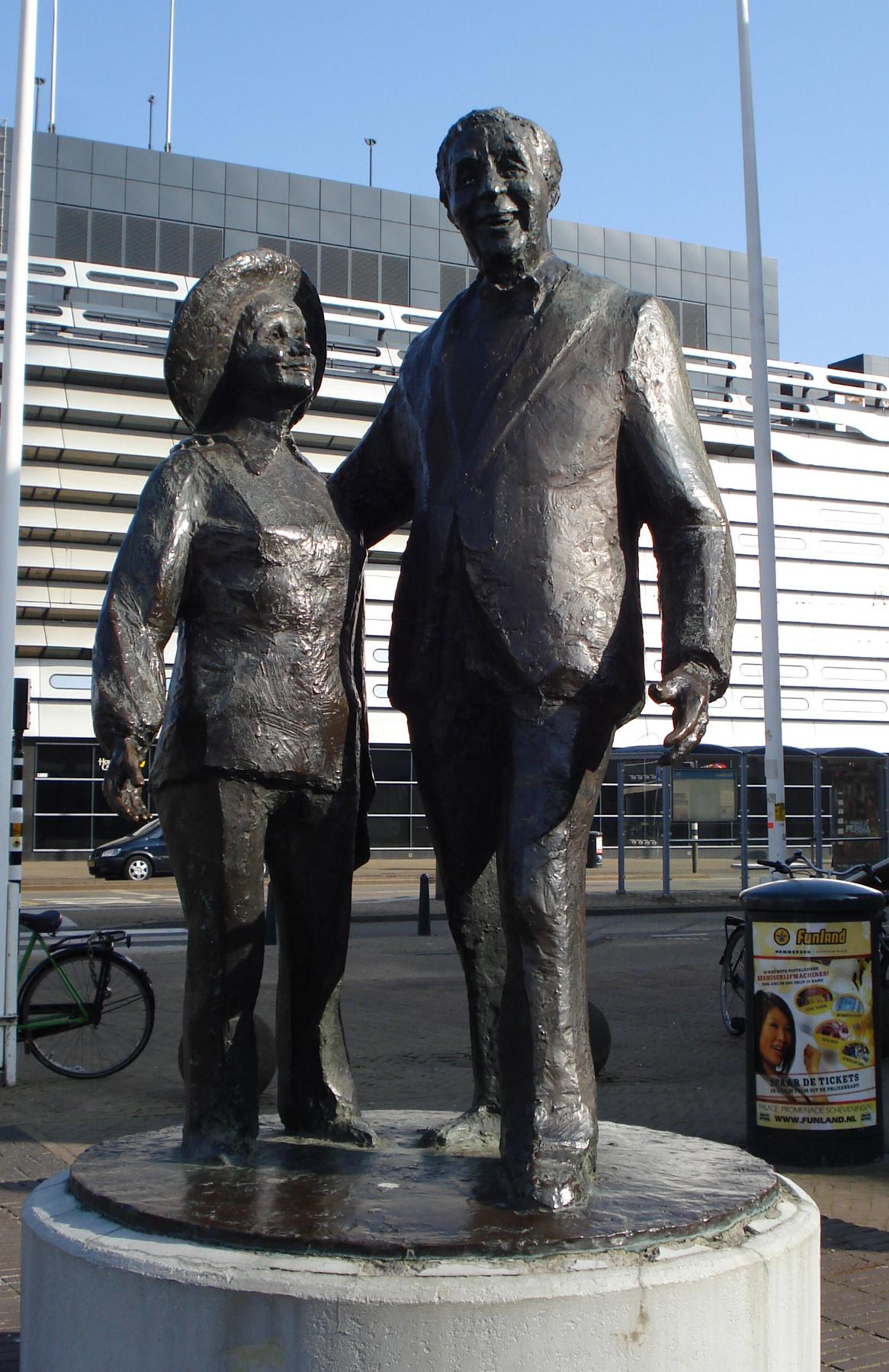
Skulptur Wim Kan en Corry Vonk auf dem Gevers Deynootplein in Scheveningen

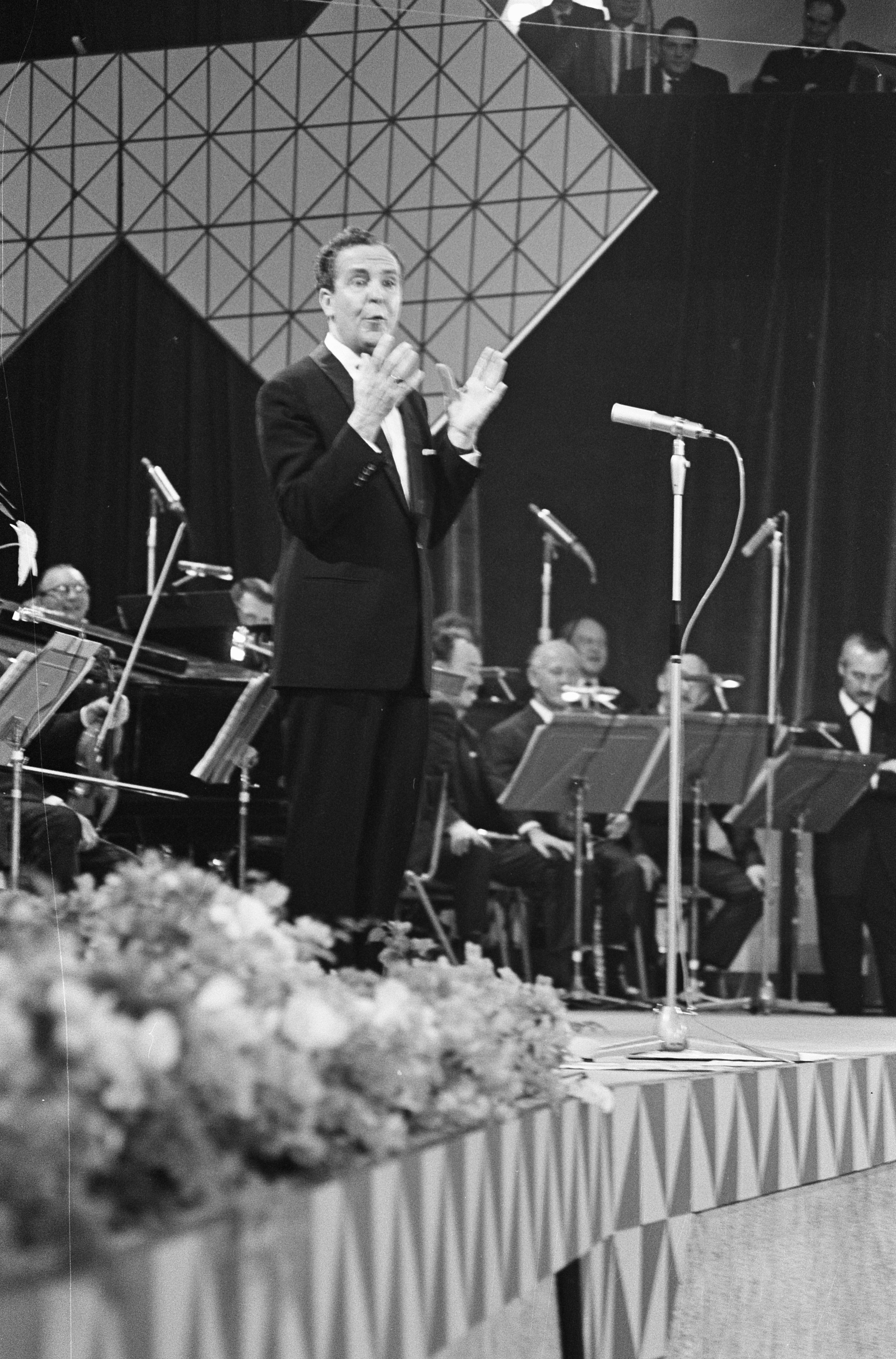
Wim Kan während der Grand Gala du Disque Populaire 1963

Willem Cornelis (Wim) Kan (* 15. Januar 1911 in Scheveningen; † 8. September 1983 Nijmegen) war ein niederländischer Kabarettist. Er gilt, vom Ende des Zweiten Weltkriegs besehen, neben Wim Sonneveld und Toon Hermans, zu den „Großen Drei des niederländischen Kabaretts“. Am Piano wurde er meist von Ru van Veen (1912–1988) begleitet.

## Biografie
Kan wurde in Scheveningen als drittes Kind von Helena Cornelia Schalkwijk und des Beamten Jan Kan, der später Minister des Inneren und Landwirtschaft werden würde. Sein Bruder Jan war Mitglied des Raad van State.
Seit seinem siebten Lebensjahr spielte Kan zuhause mit seinem Marionettentheater. Er liebte es auch mit seiner Schwester Truus die Nachbarn zu imitieren. Kan besuchte mehrere weiterführende Schulen (Middelbare School), da er mehrmals der Schule verwiesen wurde. Er besuchte die Toneelschool in Amsterdam, die er aber nicht abschloss. Am 1. Oktober 1931 gab Kan sein offizielles Debüt am Niederländisch-Ostindischen Theater von Cor Ruys. Hier trat er in der Koninklijke Schouwburg (Den Haag) mit dem Stück Mijn zoon Etienne auf. Am 28. Juni 1933 ehelichte er die zehn Jahre ältere Corry Vonk, die er drei Jahre zuvor bei einer Theateraufführung kennen lernte. Vonk war da bereits ein bekannter Revuestar. 
Zunächst schrieb Kan für seine Frau (Kosename „Ol“) Texte für ihre Revuen und am 15. August 1936 gründeten sie das ABC-Cabaret. Es sollte eine Theatergesellschaft zur Ausbildung und Förderung junger Talente sein. Die Vorstellungen waren recht erfolgreich und 1938 wagte die Kabarettgruppe eine experimentelle Fernsehausstrahlung auf der Jaarbeurs in Utrecht.     
Im selben Jahr arbeitete das ABC-Cabaret mit Louis Davids zusammen, zu dessen Revue Lentemelodie die Gruppe mehrere Sketche und Lieder beisteuerte.
1937 spielte Kan eine Nebenrolle in dem Film Pygmalion von Regisseur Ludwig Berger und Produzent Rudy Meyer, in dem Lily Bouwmeester die Hauptrolle spielte.
Auf Einladung niederländisch-indischer Künstlerkreise ging das ABC-Kabarett 1939 auf eine 100 Tage währende Tournee auf vier Inseln des malaiischen Archipels. Weil kurz darauf Deutschland die Niederlande besetzt, konnte das Ehepaar Kan nicht zurückkehren. Während Kan weiterhin in Niederländisch-Ostindien auftrat, wurde er in Bandung beim Hauptquartier der KNIL-Feldarmee als Sprecher des Generalstabs abkommandiert. Am 7. März 1942 überfiel Japan die niederländische Kolonie. Kan wurde am 13. März unter der Nummer 71502 in Kriegsgefangenschaft genommen und kam nacheinander in 13 Lager. Hier trat er oft als Unterhalter auf und versuchte die Moral der Gefangenen aufrechtzuerhalten. Corry kam in ein ziviles Internierungslager. Während des Krieges konnte sich das Ehepaar jahrelang nicht sehen, jedoch mit Briefen den Kontakt halten.

### Burma-Eisenbahn
Kan landete schließlich in einem Kriegsgefangenenlager in der Nähe der Thailand-Burma-Eisenbahn, welche wegen ihrer unmenschlichen Zwangsarbeit, auch als „Eisenbahn des Todes“ berüchtigt war. Als Assistent des Lagerarztes erhielt Kan eine relativ geschützte Stellung, so dass er nicht so hart arbeiten musste wie der durchschnittliche Kriegsgefangene. Kan verarbeitete das Elend seines Aufenthalts in Burma in seinen Auftritten nach dem Krieg. So schrieb er für eine Vorstellung bei einem Treffen niederländisch-ostindischer Lagergefangener im Jahr 1967 die so genannte Hirohito-Hitparade. Am 31. August 1957 trat er in der von Jan Vrijman und Joes Odufré konzipierten VPRO-Fernsehsendung Dag, Koninginnedag (Untertitel: „Reconstructie van de gebeurtenissen op 31 augustus 1943 (Koninginnedag) in Birma“) auf, in der er humoristisch, aber auch regierungskritisch von seiner Lagerzeit berichtete. Dies sorgte für den ersten Skandal in der Fernsehgeschichte der Niederlande. Die Presse und die NTS, die Vorgängerorganisation des NOS, sprachen von einer Schande. In der Folge erhielt der Regisseur Vrijman für zwei Jahre keine weiteren Aufträge des öffentlichen Rundfunks.
Am 8. November 1945 fanden Corry und Wim wieder zueinander und das Paar kehrte am 1. März 1946 in die Niederlande zurück, wo sie das ABC-Cabaret wiederbelebten. Es wurde in der Folge das Sprungbrett für junge Talente wie Ton van Duinhoven, Teddy und Henk Scholten, Rijk de Gooijer, aber auch Jenny Arean, Mimi Kok, Nelly Frijda, Maya Bouma, Wieteke van Dort, Frans Halsema, Marnix Kappers und Frits Lambrechts sammelten hier ihre Erfahrungen. Texte wurden von Seth Gaaikema und Simon Carmiggelt beigetragen.

### Hirohito
Als der japanische Kaiser Hirohito im Oktober 1971 die Niederlande besucht, protestierte Kan vehement und forderte den Kaiser als Kriegsverbrecher vor Gericht zu stellen. Das Kabinett Biesheuvel ging zögerlich mit dem Besuch des Kaisers um. Dies verärgert Kan und einige Kabinettsmitglieder. Auf seiner Oudejaarsconference 1973 sang Kan das Protestlied: „Es leben kaum noch Menschen.“
An das Kabinett schrieb er: „Die Regierung wird ihm ein Dinner anbieten - die Regierung soll ihm kein Dinner anbieten - er möchte im Huis ten Bosch schlafen - er darf da nicht schlafen, sondern sich lediglich umziehen - die Königin wird ihn treffen - soll ihn nicht treffen - er würde in Soestdijk zu Mittag essen - er soll dort nichts essen, weil er Brot dabei hat (...)“
Kan sagte über Hirohito scherzhaft „Der große Widerstandskämpfer aus dem Land der Aufgehenden Sonne“. Der Kaiser wurde von der vollständigen niederländischen Königsfamilie empfangen, was Kan als Skandal empfand, da die Königin alleine für das Protokoll völlig ausreichend gewesen wäre. Seine kritischen Aktionen wurden von Menschen mit niederländisch-ostindischer Vergangenheit unterstützt und führten zu zahlreichen Veröffentlichungen in Zeitungen und Zeitschriften sowie zu Sendungen in Radio und Fernsehen.
Nach Hirohitos Abreise kam es zu einer Demonstration am Flughafen Amsterdam Schiphol, bei der Kan vergeblich versuchte, dem Kaiser sein „Burma-Tagebuch“ zu überreichen. Anschließend gab er eine Pressekonferenz.
Der Autor Rudy Kousbroek, der sich ebenfalls in einem japanischen Lager befand, kritisierte Kan jedoch dafür, dass er seiner Meinung nach den Kaiser zu Unrecht für die Misere in Niederländisch-Ostindien und Birma verantwortlich machte. Um das Jahr 2000 herum wurde in mehreren Veröffentlichungen jedoch deutlich, dass Hirohito sich doch nachdrücklich in den Krieg eingemischt hatte und nicht die Marionette war, die er in den ersten 30 Jahren nach dem Krieg zu sein schien.
1984 erschien Loe de Jongs elfter Teil der Buchreihe Het Koninkrijk der Nederlanden in de Tweede Wereldoorlog über Niederländisch-Indien zur Zeit des Zweiten Weltkriegs. De Jong erwähnt hierin Kan sechsmal. Jahrelang kursierte zudem die Geschichte, die Kan und Vonk offenbar selbst in die Welt setzten, dass sie nach der ganzen Aufregung um Hirohitos Besuch ihren 1961 erhaltenen Widerstandsstern Ostasien in ein Gewässer (Westeinderplassen) hinter ihrem Haus bei Aalsmeer geworfen haben. Tatsächlich aber blieb er in ihrem Besitz und befindet sich heute im Theater Instituut Nederland.

### Oudejaarsconferences
Wim Kan wird gesehen als der Grundsteinleger der heutigen Oudejaarsconferences. Bereits 1954 begann er mit dem Titel Nou je weet wa’k bedoel („Nun wissen Sie ja, was ich meine“) mit der Neuauflage dieser humoristischen Jahresausklänge im Radio (sie existieren bereits seit dem 17. Jhd.), wobei er sehr selbstbewusst eine Gage von 1000 Gulden einfordern konnte, wie auch den Verzicht auf die damals übliche Zensur. Diese Auftritte wiederholte er in den Jahren 1956, 1958, 1960, 1963 und 1966, stets bei der Rundfunkgesellschaft VARA. Das Besondere an seinen Konferenzen war, dass er sich über Politiker aller Couleur lustig machte, auch über seine eigenen, ihm weltanschaulich nahe stehenden, Gruppierungen.

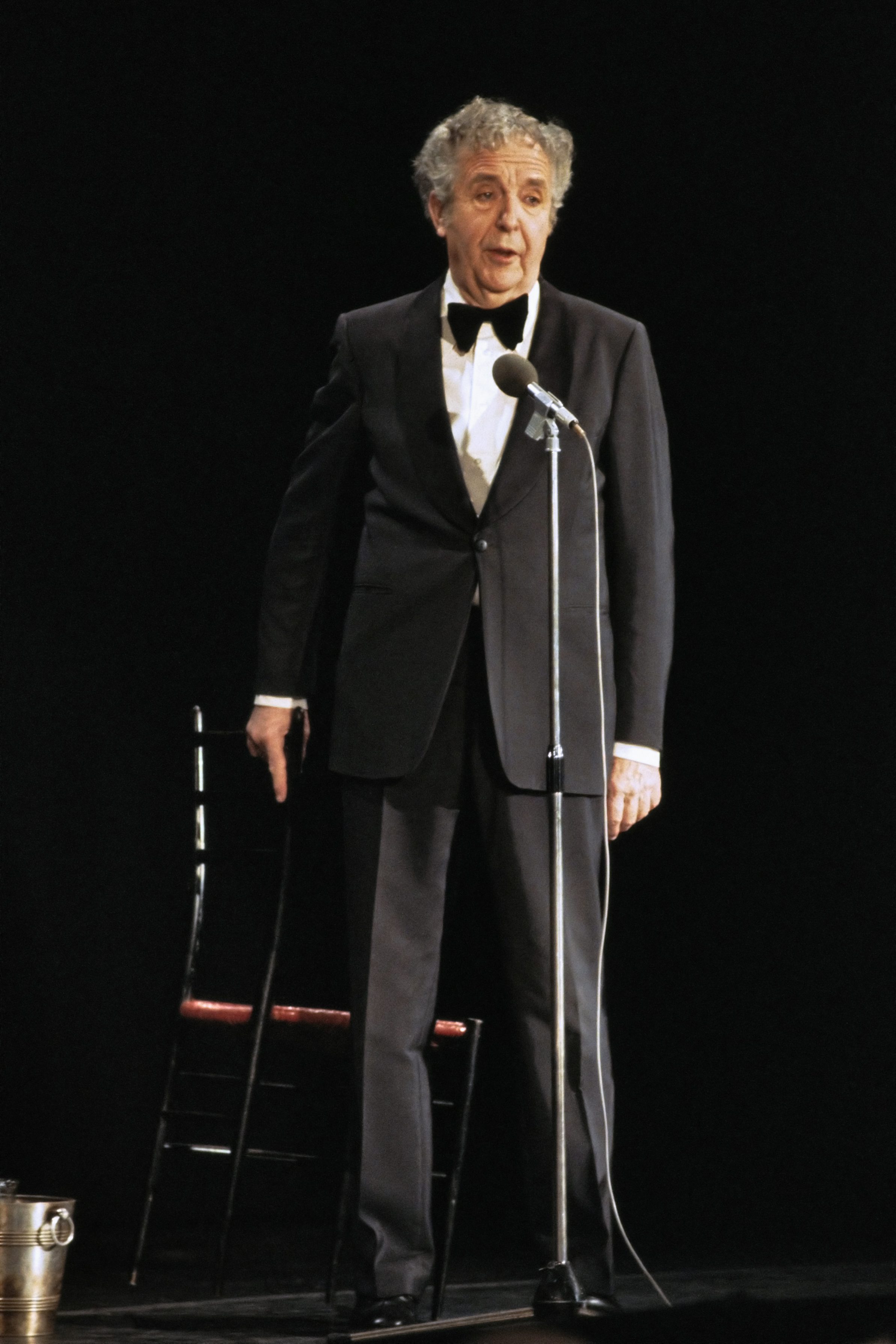
Wim Kan anlässlich seiner Oudejaarsconference (1979)

Als diese Silvesterveranstaltung 1973 ins Fernsehen kam, war Wim Kan hier ebenfalls der erste Conferencier. Er brachte die Sendung mit hohen Einschaltquoten zu einem großen Erfolg. Eine Langspielplatte dieser Oudejaarsconference wurde 300.000 mal verkauft. Auch die Sendungen von 1976 und 1979 wurden mit je 7,4 und 6,4 Millionen Zuschauer große Erfolge.
Kan zeigte sich stets kritisch gegenüber seiner eigenen Arbeit. Alles musste perfekt sein. Frühere Aufnahmen seiner Auftritte vom 14. Januar 1969 und 14. Mai 1973 wurden nie im Fernsehen ausgestrahlt, weil er mit ihnen nicht zufrieden war (Fragmente dieser Auftritte sind heute auf DVD erhältlich). Auch bei späteren Altjahrconférences war es immer eine Frage, ob Kan die Erlaubnis zur Übertragung erteilen würde. Dabei legte Kan großen Wert auf die Meinung von Wout van Liempt (1918–2013), der 25 Jahre lang seine rechte Hand und Manager war.
Kan konzentrierte sich in seinen Konferenzen hauptsächlich auf aktuelle politische Themen. Von den „Großen Drei“ war er der politisch Engagierteste.
Wim Kan stand für „intellektuelles“ Kabarett. Er hatte die Lacher auf seiner Seite mit seinen Imitationen von Joseph Luns, Dries van Agt und Joop den Uyl. Er konnte jedoch nicht die ganze Vorstellung auswendig spielen. Darum hatte er stets Spickzettel am Rande der Bühne. Sein kleiner Stuhl und sein Weinkühler waren die einzigen Requisiten.

### Letzte Jahre
1982 erlitt seine Frau Corry Vonk eine Hirnblutung. Infolgedessen konnte sich Kan in diesem Jahr weniger auf die Oudejaarsconferences konzentrieren. Die Erwartungen waren jedoch hoch und wurden bezogen auf die Einschaltquoten nicht enttäuscht. Die Kritik verteilte jedoch eher mittelmäßige Noten.
Im Jahr darauf, am 8. September 1983, starb Kan unerwartet im Radboud Universitair Medisch Centrum in Nimwegen, kurz nachdem bei ihm ein unheilbarer Tumor diagnostiziert worden war. Sein Leichnam wurde im Krematorium Moscowa am Waterbergseweg in Arnheim eingeäschert. Die Urne mit seiner Asche stand dort einige Jahre lang im Kolumbarium. Inzwischen wurde die Asche auf dem Meer verstreut.
Wim Kan beeinflusste viele andere Künstler. So trat Rob van de Meeberg  1983 und 1996 in seinem Programm Ken Kan (etwa: Kenne Kan) als Wim Kan auf. Die Theaterschauspielerin Laura van Dolron wollte zum Jahreswechsel 2012/2013 die vollständige Wim Kan-Oudejaarsconference ihres Geburtsjahres 1976 aufführen, nahm allerdings davon Abstand und spielte ihre Show lediglich im Andenken und Geiste Wim Kans.

## Diskografie

### Alben
- 1962 – Dag Koningin, dag Prins - 10"-LP - Philips - 106 818 R
- 1964 – 12 miljoen oliebollen op aardgas (Oudejaarsavond 1963) - 10"-LP - Philips - 600 389 PR
- 1964 – Uren, dagen, maanden, jaren... - Hoogtepunten uit oudejaarsconferences 1954, 1956, 1958, 1960, 1963 - 12"-LP - Philips - P 12952 L
- 1967 – Lachend over de loongrens (Potje op 't vuur, voor 't laatste uur) - 12"-LP - Philips - P 12752 L
- 1969 – Wim Kan op oudejaarsavond 1954-1956-1958-1960-1963-1966 - 2 12"-LP - Philips - C72 BG 223
- 1970 – Een uur-tje komische humor - 12"-LP - Westside - 6802 590
- 1974 – Oudejaarsavond 1973 - 12"-LP - Polydor - 2419 047
- 1976 – ’t Koffertje van Wim Kan - 2 12"-LP's + 1 boek - De bezige bij - 9023452151
- 1976 – 40 jaar Wim Kan met Corry aan zijn zijde | Historische Geluidsdocumentatie 1936-1976 - 2 12"-LPs - De bezige bij - 6810 990/91
- 1976 – Oudejaarsavond 1976 - 12"-LP - Varagram - EZ 46
- 1977 – Cabaret - Vandaag gisteren morgen 12 - Wim Kan - 12"-LP - Philips - 9286 798
- 1979 – Oudejaarsavond 1979 - 12"-LP - Varagram - EZ 39
- 1983 – Oudejaarsavond 1982 - 12"-LP - Varagram - ES 156
- 1986 – Gisteren - Historische theateropnamen van Wim Kan - 12"-LP - Philips - 830 229 1

### Singles
- 1957 – Weet je nog wel... Verbindende teksten door Wim Kan bij zeer oude opnames - 7"-Single - Verlag De Bezige Bij - BB 001
- 1957 – Oudejaarsconference 1956: Oliebollen + ’t Was Me Het Jaartje Wel / Adie D'ailly - 78rpm-10"-Single - PHILIPS - P 17701 H
- 1957 – ’t Was me 't jaartje wel - 7"-EP - PHILIPS - 422 122 PE
- 1959 – Waardig over de drempel - Oudejaarsavond 1958 - 7"-EP - PHILIPS - 422 317 PE
- 1961 – Uithuilen en opnieuw beginnen - Oudejaarsavond 1960 - 7"-EP - PHILIPS - 433 026 PE
- 1961 – De slinger van de koffergrammofoon (Toon Hermans) / De pattefoon (mit Humoresque in Ges van Antonín Dvořák) - 7"- Single - CCGC - PR 200
- 1962 – Kan t-tekeningen bij de oudejaarsavond - Dezember 1962 - 7"-FD - SONOPRESSE - SHOL 191
- 1963 – Kanference / Kanference - 7"-EP - CCGC - PR 400
- 1966 – ’k Stond d'r bij en ik keek d'r naar / Met Me Vlaggetje Me Hoedje En Me Toeter - 7"-EP - CCGC - PR 800
- 1967 – Jelle sal wel Sien / Lijmen, Jan - 7"-Single - PHILIPS - JF 333 663
- 1971 – Zou het erg zijn lieve opa... Als Japan gewonnen had? (Wim Kan und Corry Vonk) / Er leven haast geen mensen meer (Railroadliedje 1971) - 7"-Single - IMPERIAL - 5C 006 24452
- 1972 – Wim Kan alleen, met Corry aan zijn zijde en Ru van Veen aan zijn vleugel: Flitsen uit hun succesprogramma / Een vaderhart - 7"-Single - CNR - 141 194

Es erschien 2004 auch eine DVD namens: Wim Kan compleet.

## Wim Kan heute
- Am 15. August 1986 wurde auf dem Leidseplein in Amsterdam eine Statue von Wim Kan und Corry Vonk enthüllt, um an die Gründung des ABC-Kabaretts 50 Jahre zuvor zu erinnern. Anfang 1997 musste die Statue jedoch einer Neugestaltung des Leidseplein weichen. Nach zehn Monaten wurde sie im Dezember 1997 auf Fürsprache des Kabarettisten Wim Ibo auf dem Gevers Deynootplein in Kans Heimatstadt Scheveningen wieder aufgestellt.
- Der berühmte drehbare Gartenpavillon in Kudelstaart (zu Aalsmeer), in dem Kan viele seiner Texte schrieb, wurde versetzt. Er steht jetzt in der Nähe des Koningstheater in ’s-Hertogenbosch. In Kudelstaart, wo die Kans lange Zeit lebten, ist eine Straße Wim Kan Dreef nach dem Künstler benannt. Das Wohnhaus wurde abgerissen und der Platz neu bebaut.
- Wim Kan belegte 2004 bei der Wahl zum De Grootste Nederlander den Platz 96.

## Liste der von Kan abgehaltenen Oudejaarsconferences
- 1954: Nou je weet wa’k zeggen wil (Nun weißt du, was ich sagen will)
- 1956: ’'t Was me het jaartje wel (Das war mir ein schönes Jährchen)
- 1958: Waardig over de drempel (Würdig über die Schwelle)
- 1960: Uithuilen en opnieuw beginnen (Ausheulen und von vorne beginnen)
- 1963: Twaalf miljoen oliebollen op aardgas (Zwölf Millionen Oliebollen auf Erdgas)
- 1966: Lachend over de loongrens (Lachend über die Lohngrenze)
- 1973: Zuinig over de drempel (Sparsam über der Schwelle, mit dem gegen Hirohito gerichteten Lied Er leven haast geen mensen meer)
- 1976: Waar gaan we in het nieuwe jaar naar toe
- 1979: Wankelend over de drempel (Taumelnd über die Schwelle)
- 1982: We spreken af dat we niets afspreken (Wir sind uns einig, dass wir uns auf nichts einigen werden)

## Auszeichnungen
- Verzetsster Oost-Azië 1942-1945 (1950)
- Er empfing 1954 den Louis Davidsring von Heintje Davids (1976 reichte er ihn an Herman van Veen)
- Orden von Oranien-Nassau als Ritter (1961).[17]